# Brouwerij Ruimtegist

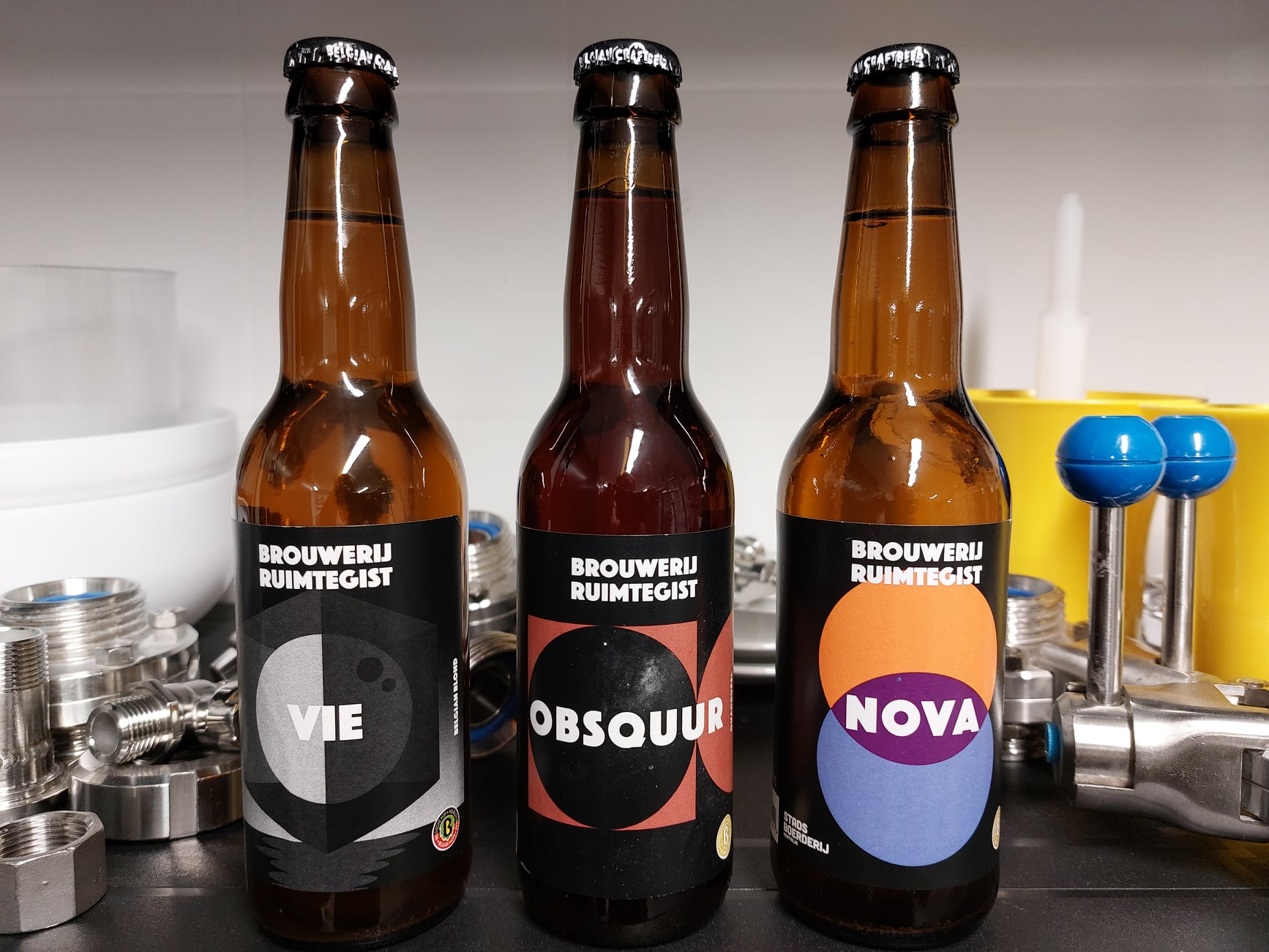
De 3 bieren die Brouwerij Ruimtegist vast in gamma heeft. Vie, Obsquur en Nova.

Brouwerij Ruimtegist is een microbrouwerij, opgericht in 2018 in Kortrijk. De nanobrouwerij bevindt zich achteraan hetzelfde pand als café deDingen. Het pand is samen aangekocht en vormt zo een brouwerijcafé. Ze zijn deels opgericht dankzij een crowdfunding omdat ze als enige Kortrijkse stadsbrouwerij een participatief project willen zijn en versmelten met Kortrijk. Het brouwen gebeurt op kleinschalig niveau in de stadsbrouwerij zelf met slechts 300 liter bier per batch. Met drie gistvaten kunnen ze ter plaatse 1200 liter bier produceren. Ze brengen voorlopig drie vaste bieren uit maar werken in hun brouwlabo steeds verder aan nieuwe recepten. Recent zijn ze begonnen met het barrel-agen van hun quadrupel Obsquur. Dat is een procédé waarbij het jongbier gedurende maanden op eiken vaten rijpt. Hun laatste barrel-aged-project was Barrel Aged Whisky Quadruple Obsquur en lag 9 maanden op een The Ardmore whiskyvat. De microbrouwerij is erkend als streekproduct met het label 100% West-Vlaams voor alle 3 hun vaste bieren alsook de Belgische hoplogo's.

## Asssortiment

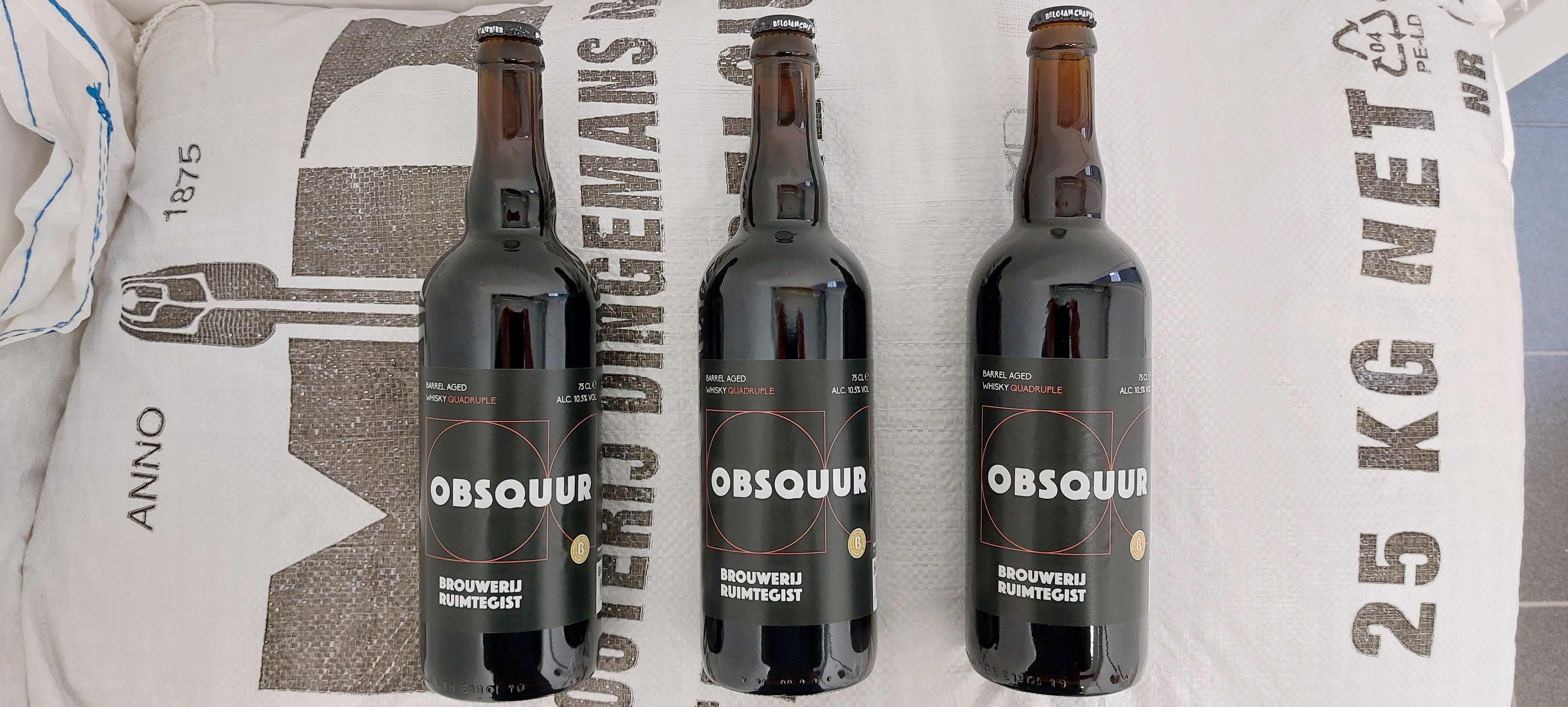
Speciale editie Obsquur Barrel Aged Whisky Quadruple na 9 maanden vatrijping op whiskyvaten.

- Vie (6,5% vol alc) Belgian Blond - Licht gedryhopped blond bier van hoge gisting. Hopbitterheid, moutzoet en frisse citrustoetsen.
- Obsquur (10% vol alc) Quadrupel - Lichtbruin quadrupelbier. Karamel-, chocolade- en koffietoetsen. Goede bitterheid.
- Nova (8% vol alc) Tripel - Blond bier van hoge gisting met fruitige esters. Stevige bitterheid gecombineerd met een zoete ondertoon.
- Barrel Aged Whisky Quadruple Obsquur (10,5% vol alc) BA Quadrupel - Obsquur quadrupel die 9 maanden barrel aging onderging op een whiskyvat van The Ardmore. Zorgt voor een neus vol peat (turf) en een zachte, smaakvolle afdronk. Hergisting op fles. 100% Belgische hop.